# Kontinuumsströmung
Ein strömendes Medium befindet sich im Zustand der Kontinuumsströmung (auch viskose Strömung), wenn das Medium näherungsweise als Kontinuum aufgefasst werden kann. Ist dies der Fall, so muss zur mathematischen Beschreibung der Strömung nicht jedes einzelne Molekül betrachtet werden (mikroskopisches Modell / Molekulare Strömung), stattdessen kann die Kontinuumsmechanik verwendet werden (makroskopisches Modell). Die makroskopischen Größen wie Druck, Temperatur und Dichte sind dann Mittelwerte der mikroskopischen Größen wie Impuls, Energie und Masse. Eine Strömung im Kontinuumsbereich lässt sich mit Hilfe der Navier-Stokes-Gleichungen beschreiben.
Gase befinden sich im Zustand der Kontinuumsströmung, wenn die Knudsen-Zahl deutlich kleiner als eins ist ({\displaystyle Kn\ll 1}), die mittlere freie Weglänge also wesentlich kürzer ist als eine charakteristische Länge L des betrachteten Körpers.